# Die klugen und die törichten Jungfrauen (Rée)

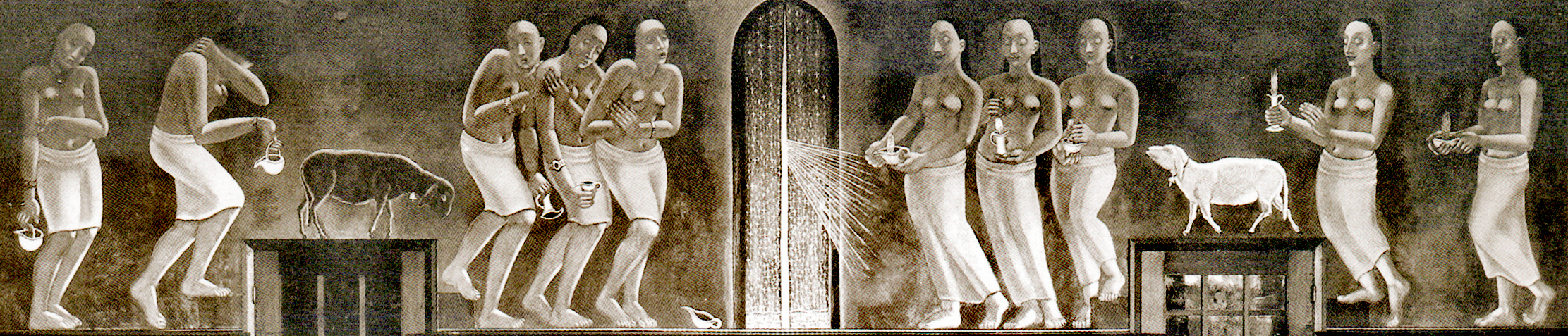
Wandbild Die klugen und die törichten Jungfrauen, 1929

Die klugen und die törichten Jungfrauen ist der Titel eines 1929 geschaffenen Wandbilds der Malerin Anita Rée. Es befand sich in einem Raum der Berufsschule für weibliche Angestellte, heute Berufliche Schule Uferstraße, in Hamburg-Barmbek-Süd und wurde 1942 zerstört.

## Beschreibung
Das Bild greift zurück auf das neutestamentliche Gleichnis von den klugen und törichten Jungfrauen, in der die Klugen Vorsorge trafen, die Törichten aber ihre Zeit damit vertändelten, sich zu schmücken. In den Besprechungen zu seiner Ausführung wurde es als „festlich und groß“ bezeichnet und insbesondere die Farbigkeit hervorgehoben: vor der rot grundierten Fläche hoben sich die in Silbergrau gehaltenen Jungfrauen mit ihrem blauschwarzen Haar und ihren blassblauen Tüchern ab. In der Bildmitte fielen durch eine verschlossene Tür das Paradies verheißende goldene Strahlen. Goldfarben waren auch die Lichter der Guten und der Schmuck der Törichten, die Lämmer, die die beiden Türen des Raumes einbezogen, waren symbolisch in Schwarz und Weiß gehalten.

## Hintergrund
Die Künstlerin wollte mit diesem Thema die Schülerinnen der neu errichteten Berufsschule ansprechen und sah darin eine „Anspielung auf eine Zeitenwende in den Idealen der Frauenbewegung, auf Einsicht und Selbstbewußtsein.“ Hintergrund des Auftrages war das Kunstförderprogramm Wandbilder in Hamburger Staatsbauten des damaligen Hamburger Oberbaudirektors Fritz Schumacher zusammen mit der örtlichen Kunstpflegekommission, die mit einem Notprogramm zwischen 1929 und 1932 Künstlern durch existentielle Krisen helfen sollte. Dabei wurden insgesamt 26 Aufträge an 16 Künstler für die Raumgestaltung in öffentlichen Neubauten, vornehmlich Schulen, erteilt. Der besondere Reiz bestand in den zu gestaltenden großen Flächen, die die Erprobung der in den 1920er Jahren vieldiskutierten Wandmalerei ermöglichte. Nach der Ausführung der Die Klugen und die törichten Jungfrauen erhielt Anita Rée einen weiteren Auftrag für die Höhere Mädchenschule in Hamburg-Hamm, heute Ballettschule des Hamburg Balletts, den sie mit dem Bild Orpheus mit den Tieren gestaltete.

## Zerstörung
Das Bild Die klugen und die törichten Jungfrauen wurde von Anbeginn von den Lehrerinnen der Schule abgelehnt und stand in der öffentlichen Kritik. Neben dem Unverständnis für die expressive Ausführung stand die öffentliche Empörung über die Verwendung eines christlichen Motivs durch eine als jüdisch geltende Künstlerin. Am 30. Oktober 1933 verfügte der nationalsozialistische Bürgermeister Carl Vincent Krogmann, dass „das Bild von Anita Rée verhängt werden solle.“ 1942 wurde es übermalt oder von der Wand gekratzt.